# Eusarcus antoninae
Eusarcus antoninae is een hooiwagen uit de familie Gonyleptidae.